# Елизаветинский сельсовет (Оренбургская область)
Елизаветинский сельсовет — сельское поселение в Адамовском районе Оренбургской области Российской Федерации.
Административный центр — село Елизаветинка.

## История
Статус и границы сельского поселения установлены Законом Оренбургской области от 2 сентября 2004 года № 1424/211-III-ОЗ «О наделении муниципальных образований Оренбургской области статусом муниципального района, городского округа, городского поселения, установлении и изменении границ муниципальных образований».

## Население
| 2010  | 2012  | 2013  | 2014  | 2015  | 2016  | 2017  |
| ----- | ----- | ----- | ----- | ----- | ----- | ----- |
| 1648  | ↘1633 | ↘1591 | ↘1560 | ↘1525 | ↘1503 | ↘1469 |
| 2018  | 2019  | 2020  | 2021  |       |       |       |
| ↘1406 | ↘1331 | ↘1258 | ↘1204 |       |       |       |

## Состав сельского поселения
| № | Населённый пункт | Тип населённого пункта       | Население |
| - | ---------------- | ---------------------------- | --------- |
| 1 | Баймурат         | село                         | 182       |
| 2 | Елизаветинка     | село, административный центр | 1149      |
| 3 | Энбекши          | посёлок                      | 317       |